# Avialeasing
Avialeasing ist eine usbekische Fluggesellschaft mit Sitz in Taschkent und Basis auf dem Flughafen Taschkent.

## Unternehmen
Avialeasing wurde 1992 gegründet. Sie führt eigene Flüge durch und verleast ihre Flugzeuge an andere Fluggesellschaften.

## Flotte
Mit Stand März 2023 besteht die Flotte der Avialeasing aus vier Frachtflugzeugen:
| Flugzeugtyp     | aktiv | inaktiv | Anmerkungen |
| --------------- | ----- | ------- | ----------- |
| Antonow An-12BP | 1     |         |             |
| Antonow An-26   | 1     |         |             |
| Iljuschin Il-76 | 2     |         |             |
| Gesamt          | 4     |         |             |

### Ehemalige Flugzeugtypen
- Antonow An-12B